# Los hechos del Rey Arturo y sus nobles caballeros
Los hechos del Rey Arturo y sus nobles caballeros (Título original en inglés: The Acts of King Arthur and His Noble Knights), es una novela escrita por John Steinbeck, ganador del premio Nobel de literatura en 1962. El libro se trata de una adaptación y/o reescritura de la leyenda artúrica, basada en el texto del Manuscrito de Winchester de La muerte de Arturo de Sir Thomas Malory. Comenzó su adaptación en noviembre de 1956, motivado porque Steinbeck había sido durante mucho tiempo un amante de las leyendas artúricas.
Siguió la estructura de Malory y retuvo los títulos de los capítulos originales, pero exploró la base psicológica de los eventos y ajustó el uso del lenguaje para que suene natural y accesible para un hablante de inglés moderno. Como dice el autor en la Introducción al libro:

Quise verterlas (las palabras de T. Malory) a la lengua llana de hoy para mis jóvenes hijos, y para otros hijos no tan jóvenes, verter el significado de esas historias tal como fueron escritas, sin excluir ni añadir nada, quizá para competir con las distorsiones del cine y la historia, que constituyen la única fuente accesible para esos muchachos y para otros que se impacientan con la escritura de Malory y con el uso de palabras arcaicas. Si puedo hacerlo, y a la vez preservar la maravilla y la magia, me daré por contento y satisfecho. No tengo la menor intención de reescribir a Malory, ni de reducirlo, transmutarlo, atenuarlo o sentimentalizarlo.

El libro quedó sin terminar a su muerte.
Índice:
- Introducción
- Merlín
- El Caballero de las Dos Espadas
- Las bodas del Rey Arturo
- La muerte de Merlín
- Morgan Le Fay
- Gawain, Ewain y Marhalt
- La noble historia de Lanzarote
- Apéndice